# Smidtia japonica
Smidtia japonica är en tvåvingeart som först beskrevs av Louis-Paul Mesnil 1957.  Smidtia japonica ingår i släktet Smidtia och familjen parasitflugor. Inga underarter finns listade i Catalogue of Life.